# Reel of the 51st Division

Das Emblem der 51. Highland Division, das beim Reel nachgetanzt wird

Der Reel of the 51st Division ist ein schottischer Tanz, der im Jahr 1940 von einem Kriegsgefangenen in einem deutschen Lager entwickelt wurde.
Während der Schlacht von Dünkirchen wurden im Juni 1940 rund 10.000 britische Soldaten, darunter viele Schotten der 51st (Highland) Division, von der deutschen Wehrmacht unter Generalmajor Erwin Rommel bei Saint-Valery-en-Caux gefangen genommen. Diese Kriegsgefangenen mussten rund 1500 Kilometer nach Österreich marschieren. Die rund 600 Offiziere unter ihnen wurden zunächst im Laufener Schloss bei Salzburg (Oflag VII-C/H) inhaftiert. Nahezu alle diese Kriegsgefangenen – Offiziere und Mannschaften – verbrachten den Rest des Krieges in deutschen Lagern.
Um die Moral unter den Lagerinsassen in Laufen zu heben, kam einem der schottischen Kriegsgefangenen, Lieutenant Jimmy Atkinson († 1997), die Idee, einen eigenen Tanz für die inhaftierten Offiziere zu entwickeln, der deshalb auch Laufen-Reel (sowie  51st Country Dance oder St. Valery's Reel) genannt wird. In diesem Tanz werden symbolisch das Saltire, die schottische Flagge, sowie das Emblem der Division dargestellt und von zehn Männern zur Melodie The Drunken Piper getanzt. Der Reel-Club übte den Tanz auf dem Dach des Lagergebäudes; dabei wurde die Melodie, wegen fehlender Instrumente, gepfiffen. Ein Kamerad von Atkinson übermittelte die Schritte des neuen Tanzes per Brief an seine Frau in Schottland, die Schriftführerin der Scottish Country Dance Society war. Dort wurde der Tanz begeistert aufgenommen. Da die Schrittfolge des Tanzes aber in bestimmten Kürzeln übermittelt wurde, vermutete die deutsche Abwehr, dass es sich dabei um einen verschlüsselten Geheimtext mit Spionage-Hintergrund handelte, weswegen ein weiterer Brief mit der Beschreibung der Tanzschritte von Atkinson an seine Frau nicht weitergeleitet wurde.
Später wurden die Offiziere auf verschiedene Lager verteilt. Viele dieser Gefangenen trafen im Herbst 1941 im Offizierslager VI B in Dössel bei Warburg wieder zusammen, wo der Reel an Halloween vor Generalmajor Victor Fortune erstmals offiziell gezeigt wurde.
Obwohl der Reel nicht den gängigen Regeln entspricht, wurde er später in das offizielle Buch der Royal Scottish Country Dance Society (RSCDS) aufgenommen. Heute zählt er zu den populärsten schottischen Tänzen weltweit und wird von Frauen und Männern getanzt.